# 奥田隆司
奥田 隆司（おくだ たかし、1953年8月19日 - ）は日本の技術者、実業家。シャープ代表取締役社長や、同社会長、情報通信ネットワーク産業協会会長、関西大学客員教授などを務めた。

## 人物・経歴
大阪府出身。1978年名古屋工業大学大学院工学研究科経営工学専攻修士課程修了、シャープ入社。2001年AVシステム事業本部映像機器事業部長。2003年AVシステム事業本部長。2003年取締役AVシステム事業本部長。2006年取締役調達本部長。2008年執行役員海外生産企画本部長。2010年執行役員海外市場開発本部長。2011年常務執行役員海外事業統轄兼海外事業本部長。2012年から代表取締役社長を務め、経営悪化に陥ったシャープの再建にあたったが、2013年に巨額の赤字を計上し会長に退いた。2015年顧問。2016年顧問退任。関西大学客員教授も務めた。